# C-Port
c-Port ist eine eingetragene Marke und bezeichnet ein interkommunales Industrie- und Gewerbegebiet am Küstenkanal im nördlichen Oldenburger Münsterland im Landkreis Cloppenburg.
Auf einer Gesamtfläche von ca. 280 ha entsteht in mehreren Bauabschnitten eine Binnenhafenanlage am Küstenkanal. Derzeit stehen circa 76 ha Fläche für Industrieansiedlungen bereit. Im ersten Bauabschnitt wurden 55 ha erschlossen.
Der Industriepark ist über die Bundesstraßen 401 und 72 zu erreichen. Ein Bahnanschluss ist für den zweiten Bauabschnitt vorgesehen.
Der Hafen am Küstenkanal verfügt über einen 570 m langen Kai, Anlegestellen für fünf Europaschiffe und ist ausgerichtet auf den Umschlag von Schütt‐, Massen‐ und Schwergütern, Containern und Stückgut.
Der c-Port wird vom Zweckverband Interkommunaler Industriepark Küstenkanal mit Sitz in der Gemeinde Saterland entwickelt. Mitglieder im Zweckverband sind die Stadt Friesoythe (35,3 %), die Gemeinde Saterland (35,3 %) und der Landkreis Cloppenburg (29,4 %).